# Jenks (Oklahoma)
Jenks è un comune degli Stati Uniti d'America, situato in Oklahoma, nella contea di Tulsa.